# フィール・ディス・モーメント
「フィール・ディス・モーメント」(Feel This Moment)は、ピットブルの楽曲。

## 概要
7枚目のスタジオ・アルバム『グローバル・ウォーミング』から4枚目のシングルとして発売された。クリスティーナ・アギレラをフィーチャリングしている。
a-haの楽曲「テイク・オン・ミー」をサンプリングしている。ビルボード・ミュージック・アワード2013でこの曲が披露された際はボーカルのモートン・ハルケットもパフォーマンスに参加した。

## 収録曲
CDシングル
1. Feel This Moment (Featuring Christina Aguilera) - 3:51
2. Don't Stop the Party (Featuring TJR) (R3hab & ZROQ Remix) - 3:36